# Marianela (película de 1940)
Marianela es una película dirigida por Benito Perojo y basada en la novela homónima de Benito Pérez Galdós.

## Reparto[1]
- Mary Carrillo ... Nela
- Julio Peña ... Pablo
- Rafael Calvo ... Teodoro Golfín
- Jesús Tordesillas ... Padre de Pablo
- Carlos Muñoz ... Celipín
- María Mercader ... Florentina
- Blanca Pozas ... Sofía
- Pedro Fernández Cuenca ... Carlos Golfín